# Ole Rasch
Ole Magnus Rasch, född 28 december 1783 i Århus, död 23 juni 1862 i Lindholm, Danmark, var en dansk  målare.
Han var son till prästen Frederik Rasch och Johanne Frederikke Larsen och från 1809 gift med Christianne Møller. Rasch var under sin levnad mycket produktiv och utförde småformatiga porträttmålade med sot på baksidan av glas eller med en kombination av sot och färger. Han var verksam i Köpenhamn 1809 och i Altona 1815–1821 och från 1822 i Lindholm på Jylland. Han besökte troligen Sverige under 1820-talet och utförde då ett antal porträtt föreställande medlemmar ur släkterna Seldener, Brusewitz och Nolleroth. Han utförde även landskap där hans målning med en utsikt över Aalborg från 1830 är mest känd. Rasch är representerad i Svenska porträttarkivet, Nationalmuseum, Göteborgs historiska museum, Viborg museum, Aalborg museum och i Den gamle by i Århus.